# Evžen Holuša
Evžen Holuša (31. března 1904 Pustkovec – ?) byl český a československý politik a poslanec Prozatímního Národního shromáždění za Komunistickou stranu Československa.

## Biografie
Profesí byl dělníkem ve Vítkovických železárnách. Roku 1946 se uvádí jako kovodělník a bývalý vězeň z Opavy.
Původně byl v meziválečném období členem sociální demokracie a působil v jejích odborech, pak přešel ke komunistům. V letech 1945-1946 byl poslancem Prozatímního Národního shromáždění za KSČ. V parlamentu setrval až do parlamentních voleb v roce 1946.
Roku 1949 působil jako bezpečnostní referent KNV v Ostravě. Od listopadu 1958 do listopadu 1959 byl evidován jako spolupracovník vojenské kontrarozvědky v Olomouci pod krycím jménem Janský.